# Hirasea insignis
Hirasea insignis és una espècie de gastròpode eupulmonat terrestre de la família Endodontidae.

## Hàbitat
És terrestre.

## Distribució geogràfica
És un endemisme del Japó.